# Đavolja kandža (koren)
Đavolja kandža је biljka iz porodice susama. Glavna vrsta ovog roda Harpagophytum procumbens, obično se naziva đavolja kandža. Na grčkom reč phiton znači biljka, a reč harpagos, znači kukica.

## Izgled biljke i uzgoj
Ovo je višegodišnja, zeljasta, puzajuća biljka. Listovi biljke su naspramno raspoređeni, a cvetovi su krupni, tamnopurpurne boje. Plod biljke je u vidu čaure. Đavolja kandža se sakuplja zbog njenih lekovitih delova, što su krtolasto zadebljali, bočni korenovi. Radi lakšeg sušenja koren se seče u kriške. Spoljni deo korena je svetlobraon, a unutrašnjost je svetlija. Ukus korena je gorak.

## Etimologija i stanište
Afrička plemena već hiljadama godina koriste ovu biljku kao sredstvo protiv bolova i za lečenje kožnih tegoba. Za prenos biljke u Evropu zaslužan je nemački lekar Otto Heinrich Volk, koji je drugi svetski rat proveo u Namibiji. Posmatrao je seoskog šamana kako leči lokalne ratnike. U Nemačkoj je đavolja kandža službeno priznata kao lekovito sredstvo u lečenju artritisa,reumatoidnog artritisa. Biljka raste u polupustinjskim oblastima južne Afrike.

## Hemijski sastav i lekovito delovanje
Koren đavolje kandže sadrži iridoidne heterozide (0,5-3%). Najvažniji su harpagozid i prokumbin. Prisutni su i fitosteroli, flavonoidni heterozidi, šećeri. Gorki sastojci izazivaju pojačano lučenje enzima u digestivnom traktu. Upotrebljava se u obliku čaja, od suvog korena, kapsula, tableta, ekstrakata, masti i gela za kožu. Koristi se kod oboljenja jetre i stomačnih problema, kao sredstvo za poboljšanje apetita i varenje hrane. 